# Villiers-sous-Grez
Villiers-sous-Grez – miejscowość i gmina we Francji, w regionie Île-de-France, w departamencie Sekwana i Marna.
Według danych na rok 1990 gminę zamieszkiwało 779 osób, a gęstość zaludnienia wynosiła 64 osób/km² (wśród 1287 gmin regionu Île-de-France Villiers-sous-Grez plasuje się na 688. miejscu pod względem liczby ludności, natomiast pod względem powierzchni na miejscu 274.).